# Ричландтаун (Пенсилванија)
Ричландтаун (енгл. Richlandtown) град је у америчкој савезној држави Пенсилванија.

## Демографија
По попису из 2010. године број становника је 1.327, што је 44 (3,4%) становника више него 2000. године.
| Група             | 2000.         | 2010.         |
| Белци             | 1.250 (97,4%) | 1.250 (94,2%) |
| Афроамериканци    | 5 (0,4%)      | 14 (1,1%)     |
| Азијати           | 6 (0,5%)      | 5 (0,4%)      |
| Хиспаноамериканци | 16 (1,2%)     | 42 (3,2%)     |
| Укупно            | 1.283         | 1.327         |